# Montgomery County (Alabama)
Das Montgomery County ist ein County im US-Bundesstaat Alabama der Vereinigten Staaten. Der Verwaltungssitz (County Seat) ist Montgomery.

## Geographie
Das County liegt im mittleren Südosten von Alabama und hat eine Fläche von 2071 Quadratkilometern, wovon 26 Quadratkilometer Wasserfläche sind. Es grenzt im Uhrzeigersinn an folgende Countys: Elmore County, Macon County, Bullock County, Pike County, Crenshaw County, Lowndes County und Autauga County.

## Geschichte
Montgomery County wurde am 6. Dezember 1816 aus dem Mississippi-Territorium gebildet. Benannt wurde es nach Major Lemuel P. Montgomery aus Virginia, der bei der Schlacht am Horseshoe Bend tödlich verwundet wurde.

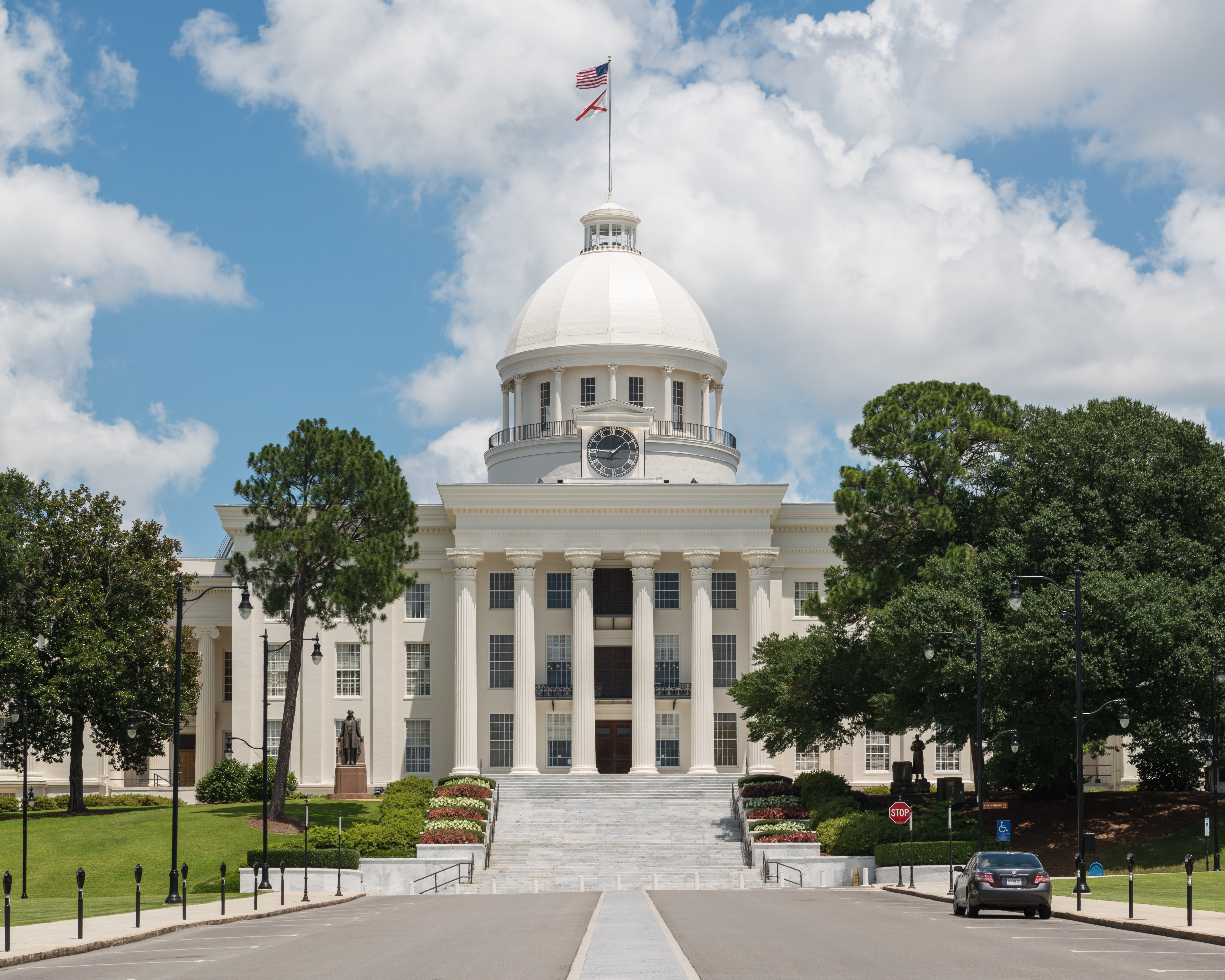
Alabama State Capitol (2016)

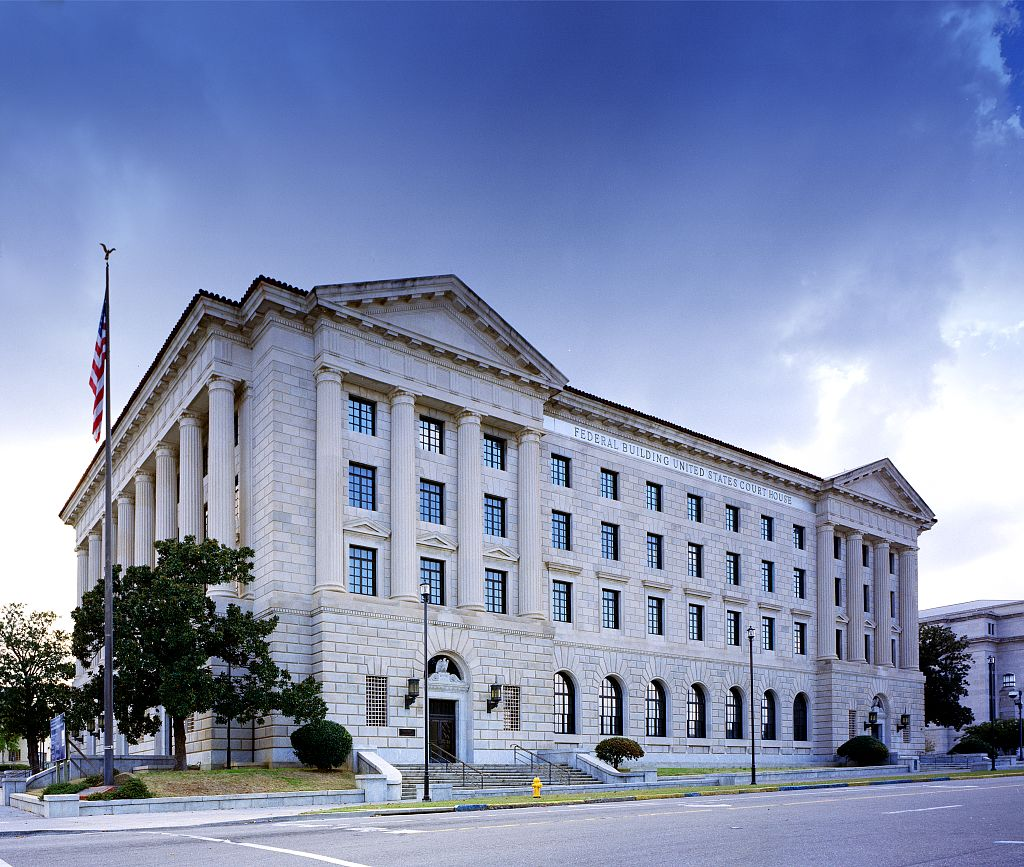
United States Post Office and Courthouse-Montgomery (2005)

64 Bauwerke und Stätten im County sind im National Register of Historic Places (NRHP) eingetragen (Stand 5. April 2020), darunter haben vier den Status eines National Historic Landmarks: das Alabama State Capitol, die Dexter Avenue Baptist Church, die Montgomery Union Station and Trainshed und das United States Post Office and Courthouse-Montgomery.

## Demographische Daten

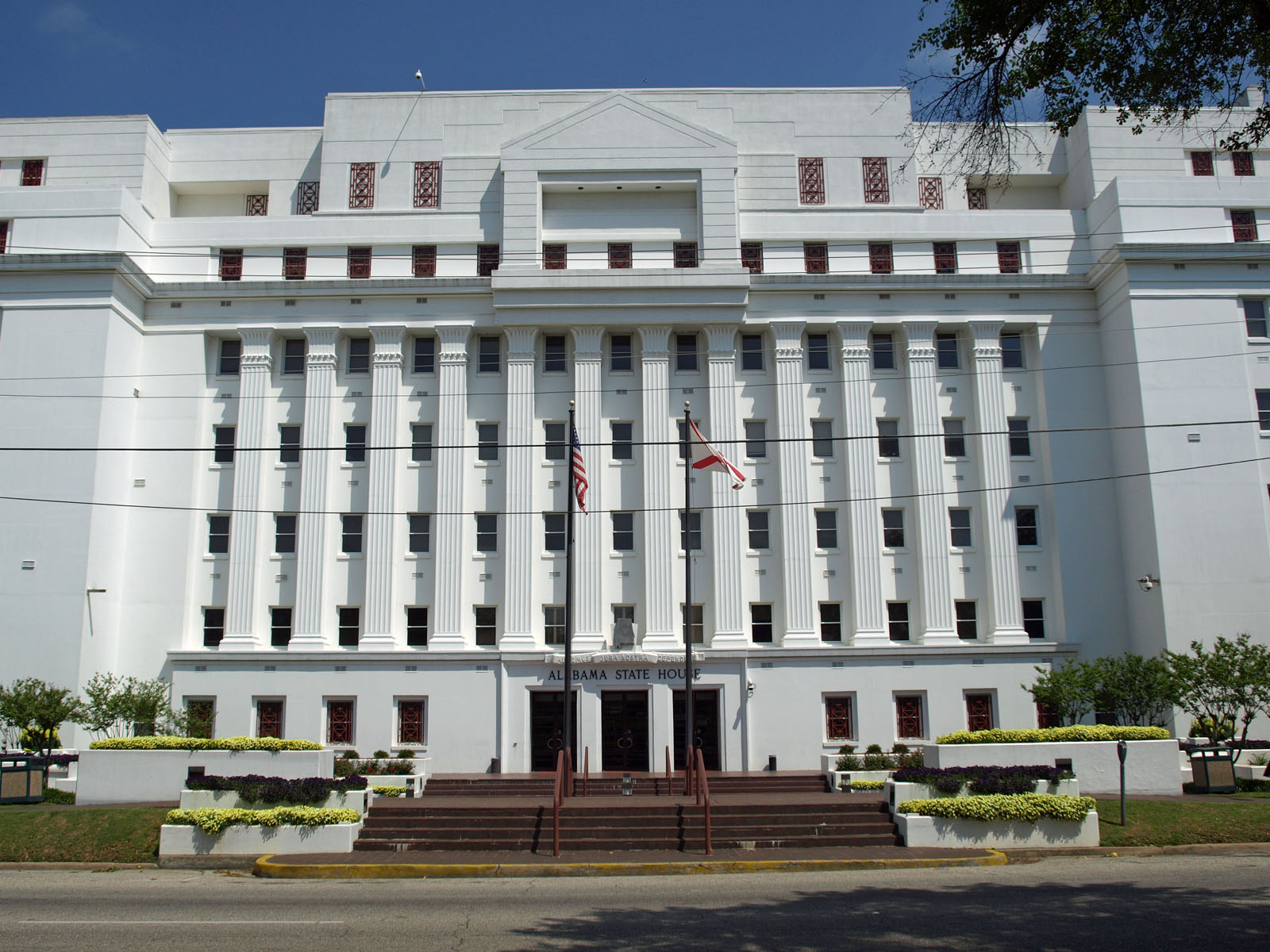
Das Alabama State House in Montgomery ist der Tagungsort der State Legislature des Bundesstaats

Nach der Volkszählung im Jahr 2000 lebten im Montgomery County 223.510 Menschen. Davon wohnten 12.043 Personen in Sammelunterkünften, die anderen Einwohner lebten in 86.068 Haushalten und 56.804 Familien. Die Bevölkerungsdichte betrug 109 Einwohner pro Quadratkilometer. Ethnisch betrachtet setzte sich die Bevölkerung zusammen aus 48,85 Prozent Weißen, 48,58 Prozent Afroamerikanern, 0,25 Prozent amerikanischen Ureinwohnern, 0,99 Prozent Asiaten, 0,03 Prozent Bewohnern aus dem pazifischen Inselraum und 0,35 Prozent aus anderen ethnischen Gruppen; 0,94 Prozent stammten von zwei oder mehr Ethnien ab. 1,19 Prozent der Bevölkerung waren spanischer oder lateinamerikanischer Abstammung.
Von den 86.068 Haushalten hatten 32,2 Prozent Kinder und Jugendliche unter 18 Jahren, die bei ihnen lebten. In 43,8 Prozent lebten verheiratete, zusammen lebende Paare, 18,6 Prozent waren allein erziehende Mütter, 34,0 Prozent waren keine Familien, 29,5 Prozent aller Haushalte waren Singlehaushalte und in 9,4 Prozent lebten Menschen im Alter von 65 Jahren oder darüber. Die Durchschnittshaushaltsgröße betrug 2,46 und die durchschnittliche Familiengröße betrug 3,06 Personen.
25,8 Prozent der Bevölkerung waren unter 18 Jahre alt, 11,7 Prozent zwischen 18 und 24, 29,8 Prozent zwischen 25 und 44, 20,9 Prozent zwischen 45 und 64 und 11,8 Prozent waren 65 Jahre oder älter. Das Durchschnittsalter betrug 34 Jahre. Auf 100 weibliche Personen kamen 90,8 männliche Personen und auf Frauen im Alter von 18 Jahren und darüber kamen 86,7 Männer.
Das jährliche Durchschnittseinkommen eines Haushalts betrug 35.962 USD, das Durchschnittseinkommen einer Familie 44.669 USD. Männer hatten ein Durchschnittseinkommen von 32.018 USD, Frauen 24.921 USD. Das Prokopfeinkommen betrug 19.358 USD. 13,5 Prozent der Familien und 17,3 Prozent der Einwohner lebten unterhalb der Armutsgrenze.

## Sehenswertes
In der Stadt Montgomery befinden sich das Jasmine Hill Gardens and Outdoor Museum, ein 80.930 m² großer botanischer Garten und Museum.

## Orte im Montgomery County
- Ada
- Barachias
- Bethlehem
- Boylston
- Brassell
- Brassell Bottom
- Canaan
- Cantelous
- Canty
- Capitol Heights
- Carters Hill
- Catoma
- Cecil
- Chisholm
- Cooks
- Currys
- Davenport
- Davis Crossroads
- Dublin
- Flatwood
- Fleta
- Friendship
- Gibson
- Grady
- Hobbie Farm
- Hope Hull
- Hunter
- Kilby
- Lapine
- Le Grand
- London
- Lynndale
- Macedonia
- Mamie
- McDade
- Meadville
- Merry
- Mitylene
- Montgomery (City)
- Mount Carmel
- Mount Meigs
- Mount Meigs Station
- Naftel
- Perrys Mill
- Pike Road (Town)
- Pine Level
- Pinedale
- Pintlala
- Ramer
- Red Level
- Robinson Crossroads
- Roxana
- Sellers
- Shepherd Hill
- Snowdoun
- Southmont
- Sprague
- Steiner
- Stills Crossroads
- Strata
- Taylor
- Teasleys Mill
- Tharin
- Waugh
- Wiley